# Miron
A Miron görög eredetű férfinév, jelentése: illatos olaj, kenet.

## Gyakorisága
Az 1990-es években szórványos név, a 2000-es években nem szerepel a 100 leggyakoribb férfinév között.

## Névnapok
- december 10.[3]
- augusztus 8.

## Idegen nyelvi változatai
- Myron (angol)

## Híres Mironok
- Mürón (régebbi írásmódja: Myron) (Kr. e. 5. század második fele) görög bronzszobrász.
- Kováts Miron (szül. 1989) magyar csellóművész.